# Tijjani Reijnders
Tijjani Reijnders (29. červenec 1998 Zwolle, Nizozemsko) je nizozemský fotbalový záložník, který od roku 2023 hraje za italský klub Milán.

## Přestupy
- z Zwolle do Alkmaar zadarmo
- z Alkmaar do Milán za 19 000 000 Euro

## Kariéra

### Klubová
Vyrostl v mládežnické akademii v Zwolle, kde také debutoval 13. srpna 2017 proti Kerkrade (4:2). Dne 30. srpna 2017 odešel do Alkmaar, kde za tři roky odehrál celkem 5 utkání. Více nastupoval za juniorku. Dne 2. ledna 2020 byl poslán na hostování do Waalwijku. Po návratu zpět do Alkmaar odehrál skvělé tři roky, kde odehrál celkem 129 utkání a v nich vstřelil 18 branek. Nejlepšího umístění bylo 3. místo v sezoně 2020/21 a v EKL 2022/23 pomohl klubu se dostat do semifinále.
Dne 19. července 2023 byl prodán do italského klubu Milán. První utkání odehrál hned v 1. kole, 21. srpna proti Boloni (2:0). Poté byl klíčovým hráčem mužstva a byl členem základní sestavy. První branku vstřelil 11. listopadu v Lecce (2:2). V sezoně odehrál celkem 50 utkání (s Pulisicem nejvíce) a vstřelil 4 branky.

### Reprezentační
Dne 29. května 2023 byl poprvé povolán do seniorské reprezentace, ale první utkání za Nizozemsko odehrál 7. září, ve věku 25 let, proti Řecku (3:0). První branku vstřelil 22. března 2024 v přátelském vítězství proti Skotsku (4:0). Byl povolán na ME 2024, kde odehrál všech 6 utkání v základní sestavě.

## Statistika

### Klubová
| Sezóna            | Klub              | Liga              | Liga   | Liga | Domácí poháry | Domácí poháry | Domácí poháry | Kontinentální poháry | Kontinentální poháry | Kontinentální poháry | Celkem | Celkem |
| Sezóna            | Klub              | Soutěž            | Zápasy | Góly | Soutěž        | Zápasy        | Góly          | Soutěž               | Zápasy               | Góly                 | Zápasy | Góly   |
| ----------------- | ----------------- | ----------------- | ------ | ---- | ------------- | ------------- | ------------- | -------------------- | -------------------- | -------------------- | ------ | ------ |
| 2017              | Zwolle            | Eredivisie        | 1      | 0    | -             | 0             | 0             | -                    | 0                    | 0                    | 1      | 0      |
| 2017/18           | Alkmaar           | Eredivisie        | 1      | 0    | NP            | 0             | 0             | -                    | 0                    | 0                    | 1      | 0      |
| 2018/19           | Alkmaar           | Eredivisie        | 0      | 0    | NP            | 1             | 0             | EL                   | 0                    | 0                    | 1      | 0      |
| 2019/20           | Alkmaar           | Eredivisie        | 3      | 0    | NP            | 0             | 0             | EL                   | 0                    | 0                    | 3      | 0      |
| 2020              | Waalwijk          | Eredivisie        | 8      | 0    | NP            | 0             | 0             | -                    | 0                    | 0                    | 8      | 0      |
| 2020/21           | Alkmaar           | Eredivisie        | 22     | 0    | NP            | 0             | 0             | LM+EL                | 0+0                  | 0                    | 22     | 0      |
| 2021/22           | Alkmaar           | Eredivisie        | 33+3   | 4+2  | NP            | 4             | 0             | EL+EKL               | 0+7                  | 0                    | 47     | 6      |
| 2022/23           | Alkmaar           | Eredivisie        | 34     | 3    | NP            | 2             | 0             | EKL                  | 18                   | 4                    | 54     | 7      |
| Celkem za Alkmaar | Celkem za Alkmaar | Celkem za Alkmaar | 96     | 9    | -             | 7             | 0             | -                    | 31                   | 4                    | 134    | 13     |
| 2023/24           | Milán             | Serie A           | 36     | 3    | IP            | 2             | 0             | LM+EL                | 6+6                  | 0+1                  | 50     | 4      |
| 2024/25           | Milán             | Serie A           | 35     | 10   | IP+IS         | 4+2           | 2+0           | LM                   | 10                   | 3                    | 51     | 15     |
| Celkem za Milán   | Celkem za Milán   | Celkem za Milán   | 71     | 13   | -             | 8             | 2             | -                    | 22                   | 4                    | 101    | 19     |
| Celkově           | Celkově           | Celkově           | 176    | 22   | -             | 15            | 2             | -                    | 53                   | 8                    | 248    | 32     |

### Reprezentační
| Reprezentace | Rok     | Zápasy               | Zápasy | Zápasy   | Zápasy           | Zápasy           | Zápasy   |
| Reprezentace | Rok     | Fáze turnaje         | Datum  | Soupeř   | Odehraných minut | Vstřelené branky | Výsledek |
| ------------ | ------- | -------------------- | ------ | -------- | ---------------- | ---------------- | -------- |
| Nizozemsko   | ME 2024 | 1 zápas ve skupině D | 16. 6. | Polsko   | 90               | 0                | 2:1      |
| Nizozemsko   | ME 2024 | 2 zápas ve skupině D | 21. 6. | Francie  | 90               | 0                | 0:0      |
| Nizozemsko   | ME 2024 | 3 zápas ve skupině D | 25. 6. | Rakousko | 65               | 0                | 2:3      |
| Nizozemsko   | ME 2024 | Osmifinále           | 2. 7.  | Rumunsko | 90               | 0                | 3:0      |
| Nizozemsko   | ME 2024 | Čtvrtfinále          | 6. 7.  | Turecko  | 73               | 0                | 2:1      |
| Nizozemsko   | ME 2024 | Semifinále           | 10. 7. | Anglie   | 90               | 0                | 1:2      |

### Reprezentační branky
| Gól | Datum       | Stadion                                | Soupeř  | Skóre | Výsledek | Soutěž           |
| --- | ----------- | -------------------------------------- | ------- | ----- | -------- | ---------------- |
| 010 | 22. 3. 2024 | Amsterdam ArenA, Amsterdam, Nizozemsko | Skotsko | 1:0   | 4:0      | Přátelské utkání |

## Úspěchy

### Klubové
- vítěz italského superpoháru (1x)

Milán: 2024

### Reprezentační
- 1x na ME (2024 - bronz)

### Individuální
- nejlepší záložník v Italské lize (2024/25)